# Arial
Arial är ett sans-serif-typsnitt (-teckensnitt) som medföljer flera Microsoft-program, såsom de olika versionerna av operativsystemet Windows och Office-paketet.
Typsnittet skapades av Monotype som ett billigare alternativ till Linotypes populära typsnitt Helvetica.
Små förändringar har gjorts i typsnittet, både i bokstavsformerna och avståndet mellan tecknen, för att göra det mer lättläst och tydligt på datorskärmar och vid olika upplösningar.
Eftersom Arial ger en ren och klar ordbild och finns installerat på de flesta datorer, används det flitigt på Internet, till exempel på Wikipedia.